# Wybory prezydenckie na Wyspach Marshalla w 2012 roku
Pośrednie wybory prezydenckie na Wyspach Marshalla odbyły się 3 stycznia 2012 po wyborach parlamentarnych w 2011.
Na urząd prezydenta zostały nominowane dwie osoby wybierane przez 33-osobową Nitijeļę. Pierwszy kandydatem był urzędujący prezydent Jurelang Zedkaia, a drugim wieloletni członek parlamentu i były minister Christopher Loeak. Loeak wygrał wybory, uzyskując 21 głosów.